# Шавот
Шавот (пол. Szałot) — силезский картофельный салат. Обычно его готовят из нарезанного кубиками вареного картофеля, моркови, гороха , ветчины, различных колбас, рыбы, вареных яиц, лука и маринованных огурцов. Заправляют оливковым маслом или майонезом . Существует множество вариаций этого блюда .
В 2006 году шавот был включен в список региональных и традиционных продуктов питания Министерства сельского хозяйства и развития села Польши.